# Либерија на Светском првенству у атлетици на отвореном 2019.
Либерија је учествовала на Светском првенству у атлетици на отвореном 2019. одржаном у Лондону од 4. до 13. августа дванаести пут. Репрезентацију Либерије представљао је 1 атлетичар који се такмичио у трци на 100 метара ,.
На овом првенству такмичар Либерије није освојио ниједну медаљу нити је остварио неки резултат.

## Учесници
Мушкарци:
- Емануел Матади — 100 м

## Резултати

### Мушкарци
| Атлетичар      | Дисциплина | Лични рекорд | Предтакмичење | Предтакмичење | Квалификације   | Квалификације | Полуфинале   | Полуфинале | Финале               | Финале       | Детаљи |
| Атлетичар      | Дисциплина | Лични рекорд | Резултат      | Место         | Резултат        | Место         | Резултат     | Место      | Резултат             | Место        | Детаљи |
| -------------- | ---------- | ------------ | ------------- | ------------- | --------------- | ------------- | ------------ | ---------- | -------------------- | ------------ | ------ |
| Емануел Матади | 100 м      | 10,01 НР     | Слободан      | Слободан      | 10,19 (.185) КВ | 3. у гр. 3    | 10,28 (.274) | 8. у гр. 2 | Није се квалификовао | 23 / 65 (68) |        |